# Итурральде, Альфонсо
Альфонсо Итурральде (исп. Alfonso Iturralde; 10 октября 1946, Мерида — 24 июля 2023, Мехико) — мексиканский актёр.

## Биография
Родился 10 октября 1949 года в Мериде, вскоре после рождения переехал в Мехико. В мексиканском кинематографе дебютировал в 1977 году и с тех пор снялся в 45 работах в кино и телесериалах. Снялся в некоторых культовых телесериалах.
Скончался 24 июля 2023 года в Мехико.

## Фильмография

### Избранные телесериалы
- 1984 — «Принцесса» — Анибаль
- 1985 — «Бьянка Видаль» — Умберто
- 1985—2007 — «Женщина, случаи из реальной жизни»
- 1988 — «Гора страдания» — Роберто
- 1992 — «Дедушка и я» — Рене
- 1994 — «Маримар» — Ренато Сантибаньес
- 1996 — «Моя дорогая Исабель» — Эрнесто
- 2000-01 — «Личико ангела» — доктор Фрагосо
- 2002-03 — «Таковы эти женщины» — Алехандро
- 2006 — «Самая прекрасная дурнушка» — Хасс Рейнард
- 2007 — «Любовь без грима»
- 2007-08 — «К чёрту красавчиков» — Эухенио Сендерос
- 2008-09 — «Во имя любви» — Хуанчо
- 2008—н. в. — «Роза Гваделупе» — Патрисио
- 2011—н. в. — «Как говорится» — Эдуардо
- 2016 — «Трижды Ана» — Бернардо